# Zoe Leonard
Zoe Leonard (Liberty, Nueva York; 1961) es una fotógrafa estadounidense reconocida por su aportación a la fotografía contemporánea. Participó en Documenta XII con una serie de aproximadamente 400 fotografías denominada Analogue y desarrollada entre 1998 y 2007. Con esta serie participó en la muestra Zoe Leonard: Fotografías, en el Museo Nacional Centro de Arte Reina Sofía de Madrid en diciembre de 2008.

## Trayectoria profesional
Zoe Leonard  a los 16 años abandonó la escolarización reglada para comenzar a hacer fotografías. Se trasladó a vivir a la ciudad de Nueva York atraída por la arquitectura de esta ciudad, la mayoría de sus primeros trabajos han estado relacionados con su ambiente, calles, aceras, ventanas, grafitis, fachadas comerciales, edificios de apartamentos, etc. Leonard empezó a ser conocida en Europa por su participación con una instalación en  Documenta  Kassel IX in 1992.
Leonard fue activista en el movimiento AIDS y las políticas queer en su ciudad de New York en los años 80 y 90. En el año 1992 escribió el libro I want a president, un poema inspirado en la carrera presidencial de Eileen Myles.
En el año 1995 montó una exposición en su estudio en Lower East Side de Manhattan, presentó su trabajo Strange Fruit, una instalación con peladuras de varios frutos (naranjas, bananas, limones etc) que Leonard guardó y cosió uniéndolas a mano con hilo y alambre. Strange Fruit fue creado como una referencia al deterioro causado por la epidemia  del SIDA (AIDS), un tema que fue seminal en su trabajo de los 90. Strange Fruit fue expuesto en el año1998 en el Philadelphia Museum of Art, ciudad en la que reside. 
A mediados de los años 90 Leonard pasó dos años viviendo en una parte remota de Alaska, fue una experiencia que influyó en su trabajo relacionando el mundo de la naturaleza con el humano. Los árboles son uno de sus temas principales como la reconstrucción que hizo en la instalación en Vienna's Secession en el año 1997.  
Otro de sus proyectos más reconocidos es el titulado Analogue, se exhibió este por primera vez en 2007 en el Centro Wexner para las Artes en Columbus, Ohio y en Documenta XII en Kassel, Alemania, seguido de presentaciones en Villa Arson en Niza, y Dia en la Hispanic Society y el Museo de Arte Moderno de Nueva York. y se incluyó en una retrospectiva de la obra de Leonard que se originó en 2007 en el Fotomuseum Winterthur, posteriormente viajó al Museo Nacional Centro de Arte Reina Sofía, Madrid; MuMOK - Museum Moderner Kunst Stifting Ludwig, Viena y Pinakothek der Moderne, en Múnich, Alemania. Analogue forma parte de la colección del Museo de Arte Moderno, MOMA, de Nueva York y en el Museo Reina Sofía de Madrid.
Las exposiciones más recientes han incluido la serie Serialities presentada en la galería internacional  Hauser & Wirth. La obra You See I Am Here After All en la Dia Foundation: Beacon (2009), Observation Point, Camden Arts Center, Londres (2012). Una instalación en la Fundación Chinati, Marfa, Texas (2013 -2014). En su participación en la Bienal del Whitney de Nueva York en el año 2014, Leonard ganó el Premio Bucksbaum con su trabajo 945 Madison Avenue. En 2018, el Whitney Museum of American Art montó la primera retrospectiva de la carrera de Leonard en los Estados Unidos, una exposición organizada por el Museum of Contemporary Art de Los Ángeles, donde la muestra ha viajado hasta finales de 2018. [12] [13] 
Es una escritora perspicaz y una pensadora preeminente sobre la disciplina de la fotografía. Textos de Leonard han aparecido en LTTR, Octubre y Texte zur Kunst, y en monografías recientes sobre Agnes Martin, James Castle y Josiah McElheny.

## Publicaciones
- Zoe Leonard: Survey, Museum of Contemporary Art, Los Angeles, 2018.
- I want a president: Transcript of a Rally (with contributions by Sharon Hayes, Wu Tsang, Mel Elberg, Eileen Myles, Pamela Sneed, Fred Moten & Stefano Harney, Alexandro Segade, Layli Long Soldier, Malik Gaines, and Justin Vivian Bond & Nath Ann Carrera), Dancing Foxes Press, 2017.
- Available Light, Ridinghouse / Dancing Foxes, London, UK and Brooklyn, 2014.
- You See I Am Here After All (with texts by Ann Reynolds, Angela Miller, Lytle Shaw, and Lynne Cooke), Dia Art Foundation, New York; Yale University Press, New Haven, CT and London, UK, 2010.
- Analogue, Wexner Center for the Arts, Columbus, OH, MIT Press, 2007.
- Zoe Leonard: Photographs (con textos de Svetlana Alpers, Elisabeth Lebovici, Urs Stahel), Fotomuseum Winterthur, Steidl, 2007.
- Zoe Leonard (con texto de Elisabeth Lebovici), Centre national de la photographie, Paris, France, 1998.
- Zoe Leonard, (con entrevista de Anna Blume), Secession, Viena, 1997.
- Zoe Leonard, Kunsthalle Basel, Basel, 1997.
- Strange Fruit, Paula Cooper Gallery, NY, 1995.
- Information: Zoe Leonard (con texto de Jutta Koether), Galerie Gisela Capitain, Cologne, 1991.